# Jorge Arecheta
Jorge Arecheta (Punta Arenas, Región de Magallanes, 5 de enero de 1986) es un actor y director de teatro chileno.

## Biografía
Nació el 5 de enero de 1986 en Punta Arenas, es el hijo menor del matrimonio compuesto por Jorge Arecheta y Angélica Fernández. Tiene una hermana mayor, Paola Arecheta. Por su lado paterno, es sobrino del ingeniero civil y político Rodolfo Arecheta.
Entre 1991 y 2003, cursó la educación básica y media en el colegio privado The British School, en su ciudad natal. En 2004 se trasladó a Santiago para ingresar a la Escuela de Teatro de la Facultad de Artes de la Universidad de Chile. 
Tras egresar de su carrera en 2009, como Licenciado en Artes con mención en Actuación Teatral, conformó la compañía artística La Laura Palmer. La compañía lleva el nombre del personaje de la popular serie de televisión Twin Peaks de David Lynch.

## Carrera
En 2008 dirigió el montaje Nosotros en el Teatro Nacional, por el cual fue galardonado con los premios a: Mejor puesta en escena, Mejor actriz, Mejor actor y Mejor diseño integral en el X Festival de Dramaturgia y Puesta en Escena Víctor Jara. En 2012 dirigió la obra Doblevé cé en el Festival de Artes Escénicas Cielos del Infinito, en Puerto Williams.
En 2012, debutó en telenovelas con un papel menor en La sexóloga, del director Vicente Sabatini. Luego, protagonizó el clip, «Origin of love» del cantante británico Mika, dirigido por el cineasta Cristián Jiménez. Más tarde en 2014, interpretó a Pablo Valenzuela, en la telenovela titulada Vuelve temprano. El drama recibió varias críticas positivas, y críticas delirando sobre el rendimiento del elenco, y recaudó buenos índices económicos para Televisión Nacional. También en 2014, Arecheta interpretó a Gerardo Mardones, protagonista adolescente de la telenovela Caleta del sol, una comedia que recibió críticas negativas.
Más tarde fue seleccionado por Rodrigo Sepúlveda para incorporarse a La poseída (2015), basada en la biografía de Carmen Marín, donde interpretó a Gabriel Varas, un joven cirujano de la neurología moderna, que deberá asistir el caso de Carmen, interpretada por Luciana Echeverría. El actor tuvo que asistir a clases de hipnosis. Al siguiente año, Arecheta interpretó a Juan Luis Undurraga, un adolescente aristocrático de 1952, adicto al alcohol que comparte una relación con una mujer experimentada, la madama Carlota, interpretada por Claudia Di Girolamo, en la serie de Valeria Sarmiento, Casa de Angelis (2016). En 2017 se unió al reparto de la telenovela La colombiana, en el rol del arquitecto Diego Lira. También fue parte de jurado en el Festival del Huaso de Olmué. En noviembre del mismo año, protagonizó junto a Josefina Fiebelkorn, la película romántica Un día cualquiera, producida por The Cow Company.
Al año siguiente, Arecheta aparece como Raimundo Medina, un comisario que inicia la búsqueda del asesino de la madre del personaje de Antonia Santa María, en el thriller Dime quién fue, de Marcelo Castañón. En el mismo año, protagonizó un capítulo de Santiago Paranormal, donde interpretó a Pedro, uno de tres jóvenes arquitectos que descubren osamentas en un terreno, donde luego experimentarán situaciones paranormales.
Arecheta protagonizó la telenovela musical Yo soy Lorenzo (2019) como el personaje titular, Lorenzo Mainardi, un joven de clase alta empobrecida que se ve obligado por su padre a contraer matrimonio con una chica de estatus, ocultando su homosexualidad. Recibió un estreno importante en audiencia y generó críticas mixtas de los críticos, aunque la actuación de Arecheta recibió elogios. Su siguiente papel fue interpretar al detective Javier Sandoval en la serie de corte internacional La jauría, dirigida por Lucía Puenzo para Prime Video. Arecheta participó en dos temporadas –2020 y 2022, respectivamente, junto a Antonia Zegers–. También formó parte de las audioseries Caso 63, Turnig y Alquimia, producidas por Emisor Podcasting para Spotify. Poco después, interpretó a Ignacio Tagle, un hombre de negocios en Amar profundo (2021).
En 2022 obtiene el papel principal de Hijos del desierto.

## Vida personal
En The British School fue compañero de curso de Gabriel Boric, Presidente de la República de Chile entre 2022 y 2026, con quien mantiene una cercana amistad desde la infancia. Es un ávido fanático de los deportes y soñaba con ser un tenista profesional en su juventud. Arecheta también es fanático de la música.
En 2012, Jorge Arecheta inició una relación con la actriz Josefina Fiebelkorn. El 17 de noviembre de 2021, junto a Fiebelkorn anunciaron que se convirtieron en padres de Borja. El 9 de marzo de 2024, Arecheta contrajo matrimonio civil con Fiebelkorn. El 27 de junio de 2025, ante los rumores de una posible relación con la también actriz Octavia Bernasconi, informó a través de su cuenta de Instagram que, de común acuerdo, había puesto fin a su relación con Fiebelkorn.

## Filmografía
Películas
| Año  | Título                   | Director          | Notas        |
| ---- | ------------------------ | ----------------- | ------------ |
| 2007 | El regalo                | Cristián Galaz    |              |
| 2008 | Amistades Inconvenientes | Alejandra Claro   |              |
| 2012 | Joven y alocada          | Marialy Rivas     |              |
| 2013 | Iglú                     | Diego Ruiz        |              |
| 2013 | Fiesta falsa             | Daniel Peralta    |              |
| 2016 | Tuve una casa prestada   | Gonzalo Rodríguez | Cortometraje |
| 2017 | Un día cualquiera        | Sebastián Brahm   |              |
| 2018 | El hombre del futuro     | Felipe Ríos       |              |

## Televisión
| Año       | Título             | Papel              | Notas                       |
| --------- | ------------------ | ------------------ | --------------------------- |
| 2012-2013 | La sexóloga        | Ernesto Encina     | ¿? episodios                |
| 2014      | Vuelve temprano    | Pablo Valenzuela   | Elenco principal            |
| 2014      | Caleta del sol     | Gerardo Mardones   | Elenco principal            |
| 2015      | La poseída         | Gabriel Varas      | Protagonista; 73 episodios  |
| 2017      | La colombiana      | Diego Lira         | Elenco principal            |
| 2018      | Dime quién fue     | Raimundo Medina    | 20 episodios                |
| 2019      | Amar a morir       | Ramiro Escobedo    | 14 episodios                |
| 2019–2020 | Yo soy Lorenzo     | Lorenzo Mainardi   | Protagonista; 148 episodios |
| 2021      | Edificio corona    | Tomas Jofré        | ¿? episodios                |
| 2021–2022 | Amar profundo      | Ignacio Tagle      | Elenco principal            |
| 2022–2023 | Hijos del desierto | Gaspar Sanfuentes  | Protagonista; 163 episodios |
| 2024      | Al sur del corazón | Nicolás Marambio   | ¿? episodios                |
| 2024–2025 | Los Casablanca     | Juan Pablo Urrutia | Elenco principal            |

| Año       | Título                | Papel                       | Notas                       |
| --------- | --------------------- | --------------------------- | --------------------------- |
| 2007-2009 | Héroes                | Manuel Lastra/Arturo Wilson | 2 episodios                 |
| 2012      | Los 80                | Estudiante                  | Episodio: Sin pan ni pedazo |
| 2012      | Amar y morir en Chile | Milton                      | 4 episodios                 |
| 2016      | Casa de Angelis       | Juan Luis Undurraga         | Elenco principal            |
| 2018      | Santiago paranormal   | Pedro                       | Episodio: Purgatorio        |
| 2020-2022 | La jauría             | Javier Sandoval             | T1-T2. 16 episodios         |

## Teatro
| Año  | Autor                               | Papel                  | Notas                       |
| ---- | ----------------------------------- | ---------------------- | --------------------------- |
| 2008 | Nosotros                            | —                      | —                           |
| 2009 | PRE                                 | —                      | —                           |
| 2010 | El hombre que se convirtió en perro | Osvaldo Dragún         | —                           |
| 2011 | Padre                               | August Strindberg      | Teatro UC                   |
| 2011 | Ernesto                             | Rafael Minvielle       | Centro GAM                  |
| 2014 | Queridos compatriotas               | José M. Gatica         | Centro GAM                  |
| 2016 | La Soga                             | Patrick Hamilton       | Teatro UC                   |
| 2016 | Límites                             | —                      | —                           |
| 2018 | Todos eran mis hijos                | Arthur Miller          | Teatro UC                   |
| 2020 | Carta de navidad                    | Gabriela Aguilera      | Teatro UC                   |
| 2021 | Quédate conmigo                     | Natalia Grez           | Teatro Nescafé de las Artes |
| 2024 | Moscas sobre el mármol              | Luis Alberto Heiremans | Teatro Las Condes           |

## Audiovisual
| Año  | Título               | Director         | Notas      |
| ---- | -------------------- | ---------------- | ---------- |
| 2012 | Mika: Origin of Love | Cristián Jiménez | Videoclip  |
| 2017 | Volar sin alas       | —                | Videoclip  |
| 2020 | Caso 63              | Julio Rojas      | Audioserie |
| 2021 | Turing               | Julio Rojas      | Audioserie |
| 2021 | Alquimia             | Patricio Urzúa   | Audioserie |

## Premios y nominaciones
| Año  | Festival                                                 | Categoría              | Obra     | Resultado |
| ---- | -------------------------------------------------------- | ---------------------- | -------- | --------- |
| 2009 | X Festival de Dramaturgia y Puesta en Escena Víctor Jara | Mejor obra de teatro   | Nosotros | Ganador   |
| 2009 | X Festival de Dramaturgia y Puesta en Escena Víctor Jara | Mejor puesta en escena | Nosotros | Ganador   |